# Oldřich Kinský z Vchynic a Tetova
Oldřich Kinský z Vchynic a Tetova (1583 – jaro 1620 okolí Vídně) byl český šlechtic z rodu Kinských, vojevůdce, plukovník jezdectva stavovského vojska během českého stavovského povstání v letech 1618 až 1620 na počátku třicetileté války.

## Životopis

### Mládí
Narodil se jako syn Jana staršího Kinského a jeho manželky Anny Pouzarové z Michnic, byl synovec Radslava staršího Kinského z Vchynic a Tetova. Vyznáním byl jako jeho otec utrakvista. Od mládí budoval vojenskou kariéru, se svými bratry Václavem a Radslavem mladším se účastnil boje o Prahu po vpádu pasovského vojska. Když dav pod zástěrkou invaze začal rabovat a vraždit, postavili se bratři Kinští do čela stavovských oddílů, zastavili řádění lidu a ochraňovali jezuity na Starém Městě, za což byli následně vyznamenáni.

### České stavovské povstání
Byl členem nejužšího kruhu šlechticů připravujících české stavovské povstání. Osobně se zúčastnil pražské defenestrace 23. května 1618, údajně měl být přímo jeden z těch, kteří osobně z oken českého místodržitelství na Pražském hradě vyhodili Jaroslava Bořitu z Martinic.
Po aktivizování stavovského vojska pod vrchním velením hraběte Thurna byl Kinský jmenován plukovníkem jízdy a zapojil se do bojů proti císařské armádě v Čechách a na Moravě. Od podzimu 1619 do jara 1620 se pak účastnil stavovského tažení česko-uherského vojska do Dolních Rakous, které mělo za výsledek neúspěšný pokus o obléhání Vídně, komplikované především rozvodněným Dunajem. Ve vojenském ležení u Vídně se Oldřich Kinský nakazil v táboře rozšířenou infekční nemocí, které zde ve věku 36 nebo 37 let podlehl.

### Po smrti
Definitivní porážka rakouského tažení přišla 13. dubna 1620 v bitvě u Sitzendorfu, povstání se pak zhroutilo po porážce v bitvě na Bílé Hoře 8. listopadu 1620. Vůdci povstání byli následně souzeni a 27 z nich bylo popraveno 21. června 1621 na pražském Staroměstském náměstí. Je značně pravděpodobné, že pokud by byl Kinský naživu, byl by jako účastník defenestrace rovněž souzen a přísně potrestán.